# Leids Adres
Het Leids Adres was een verzoekschrift op 17 maart 1863 van een dertigtal Leidse fabrikanten aan Koning Willem III om hem te vragen de werktijden en het onderwijs voor kinderen wettelijk te regelen. 

## Context
Het Leids Adres was maar een klein onderdeel van een veel breder maatschappelijk streven in de tweede helft van de 19e eeuw om te komen tot sociale verbeteringen. Het ging daarbij niet alleen om het terugdringen van de misstanden ten aanzien van de kinderarbeid, maar ook om de algemene arbeidsomstandigheden, toegang tot onderwijs, woonomstandigheden, enz. Deze ontwikkeling, die mede een gevolg was van de industriële revolutie. wordt ook wel aangeduid als 'het arbeidersvraagstuk', of 'de sociale kwestie'. De laatste aanduiding werd in het begin vooral gebruikt door welgestelden die inzagen dat het arbeidersvraagstuk ook voor henzelf nadelige gevolgen had.
De discussie over de kinderarbeid dateerde al van vóór het Leids Adres en leidde ook pas jaren later tot concrete resultaat. Het Leids Adres onderscheidde zich in de discussie vooral door de samenstelling van de ondertekenaars: ondernemers die in hun eigen bedrijven ook gebruik maakten van kinderarbeid, maar deels uit idealisme en deels uit welbegrepen eigenbelang probeerden tot enige regulering te komen. Vanwege de concurrentie met andere bedrijven waren ze van mening dat ze zo'n regeling niet konden invoeren, als anderen niet vrijwillig of gedwongen hetzelfde zouden doen.

## Tekst
Aan Z. M. de Koning. Geven met den meesten eerbied te kennen, de ondergetekenden fabrikanten, woonachtig te Leiden, dat zij - bewogen met den toestand der in fabrieken arbeidende kinderen, en overtuigd van de dringende noodzakelijkheid eener allen verplichtende regeling betreffende het onderwijs, de uren van arbeid, en rust dier kinderen - zich genoopt gevoelen Uwe Majesteit eerbiedig te verzoeken, zodanige regeling te doen ontwerpen, en ‘t zij bij besluit of in overleg met de Staten Generaal te doen vaststellen.
Dat zij zich beroepen op den reeds vroeger door Twentsche fabrikanten - op de algemeene vergadering van leden der Twentsche vereniging tot bevordering van nijverheid en handel, gehouden 24 april 1861 - geuite wens naar wettelijke bepalingen betreffende het arbeiden van kinderen in fabrieken.
Dat zij deze aangelegenheid met te meer aandrang aan Uwer Majesteits ernstige overweging aanbevelen omdat zij overtuigd zijn niet alleen hun eigen belang te behartigen - immers de ervaring heeft bewezen dat bij minder werkuren en bij genot van onderwijs, meer en beter werk wordt afgelegd - maar daarenboven het heil van een niet gering deel Uwer Majesteits onderdanen die op jeugdige leeftijd door fabrieksarbeid in hun levensonderhoud voorzien.
Dat zij menen zich te moeten onthouden van de aanbeveling van enig stelsel te dezen aanzien, aan de wijsheid van Uwe Majesteit en aan het oordeel van Z.M. raadslieden overlatende de keuze der bepalingen welke met het oog op onze landaard het meest geschikt zijn te achten, ‘t welk doende. Leiden, 17 maart 1863.

## Ondertekenaars
De ondertekenaars van het Leids Adres waren 'Uwer Majesteits getrouwe en gehoorzame onderdanen':
- Ablij Oudendorp & Co.
- J. van den Berg (fabriek van Meubelpapier en Velonté’s)[1]
- N.W. Beuzemaker (winkelier)
- P. Clos en Leembruggen (sajetfabrieken)
- Dros en Gebr. Tieleman (zeepzieder; zie Tieleman & Dros)
- de Wed. N. de Graaf & Zoon (fabriek van saaijet- en wollen garens)
- T.W. van Hartrop (fabriek van saaijet- en wollen garens)
- De Heijder & Co. (katoenfabriek)
- Van ‘t Hooft & Co. (Katoenpitten- en breikatoenfabriek)
- J.J. Hoogeboom & Zoon (Fabriek van dekens en duffels)
- L. Hugues & Co. (winkelier)
- P. van der Meer & Zn. (Vellenbloterij)
- T.J.T. Paddenburg
- J. & A. Le Poole (Textielfabriek)
- P. & J. van Poot & Co. (Leidsche Breifabriek v/h P. en J. van Poot en Co. NV)
- Fa. J. Scheltema Jansz. (fabriek voor wollen stoffen, sajetten en wollen garens, sedert 1959 de NV Fabriek van wollen dekens en stoffen te Leiden)
- H.A. Schmier (Leerlooierij en lederfabriek)
- D.A. Schretlen & Co (ijzergieterij)
- J.J. Sleyser
- D. Veilbrief
- B. Verbrugge & Co.
- L.H. Vervoort & Co.
- Gebroeders van Wensen
- Corn. Wijnobel
- M. van Weeren
- H.P.J. van Wensen
- Voor de Koninklijke Nederlandsche Grofsmederij, de directeur D.L. Wolfson
- Gebrs. van Wijk & Co.
- A.C.J. IJsselsteijn
- J.C. Zaalberg & Zoon (lakenfabrikant)
- Jan Zuurdeeg & Zoon
- P.J. Zuurdeeg Jz.

Enkele vooraanstaande industriëlen die niet ondertekenden - deels zelfs uitgesproken tegenstanders van het initiatief - waren:
- P.L.C. Driessen (textielfabrikant)
- J.A. Fischer (leerlooier)
- P.J. de Fremery (zoutzieder)
- M. Japikse (bierbrouwer)
- B.F. Krantz (textielfabrikant)
- C.J. Leembruggen (textielfabrikant)
- J. Scheltema (textielfabrikant)
- A.W. Sijthoff (uitgever)

## Voorbeelden van kinderarbeid

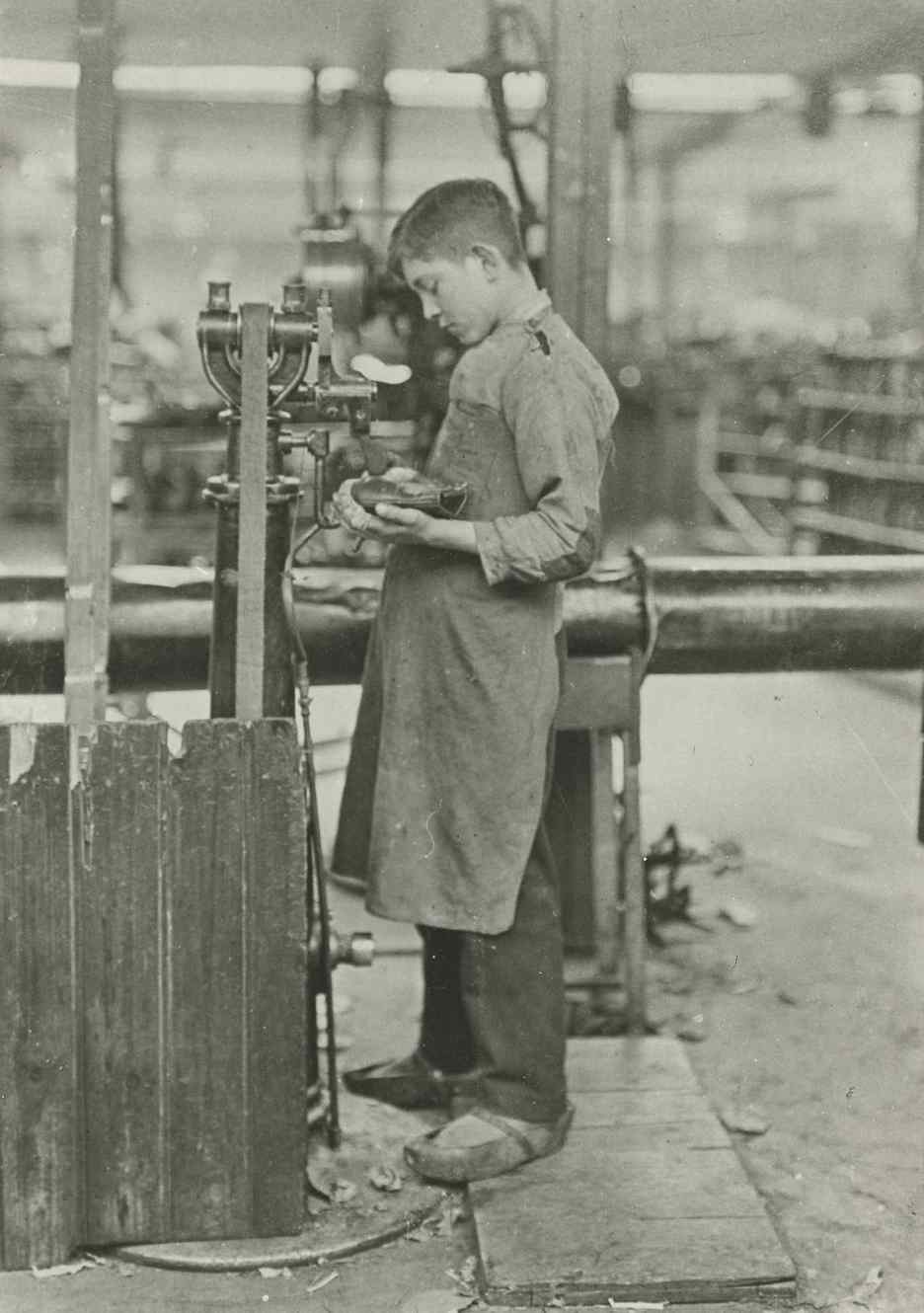
Schoenmakerij (ca. 1900)
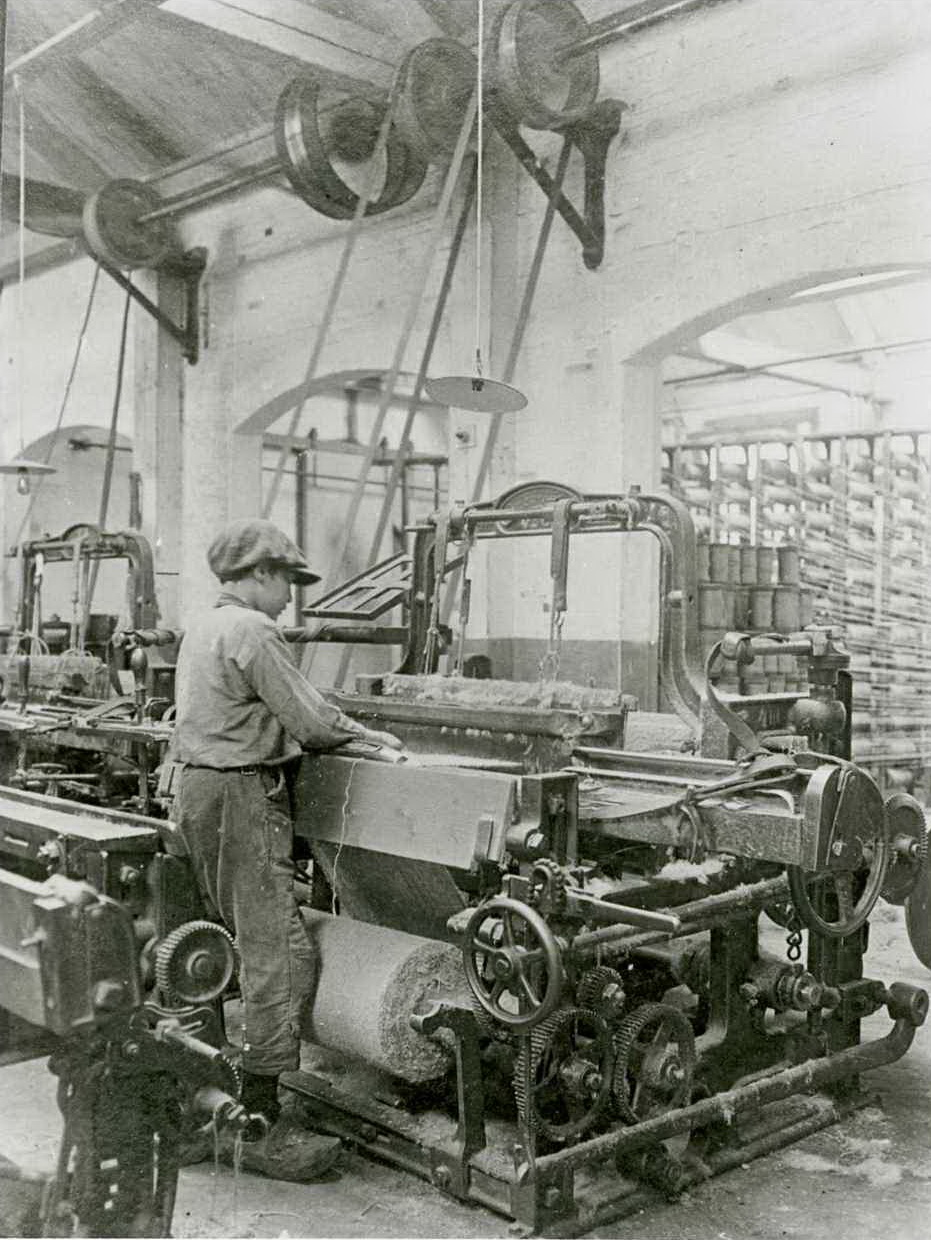
Het weven van paklinnen (ca. 1900)
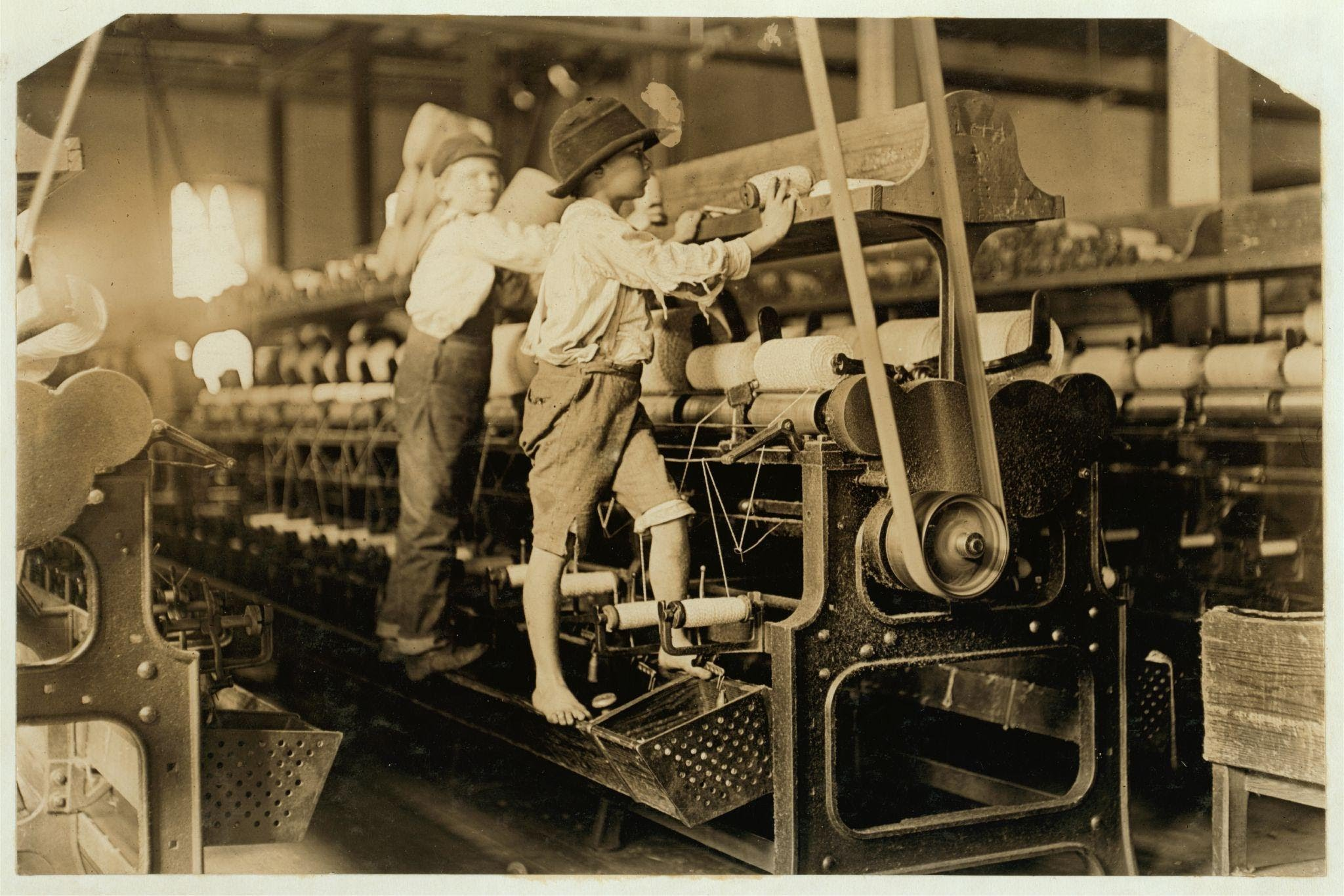
Het verwisselen van spoelen (ca. 1900)
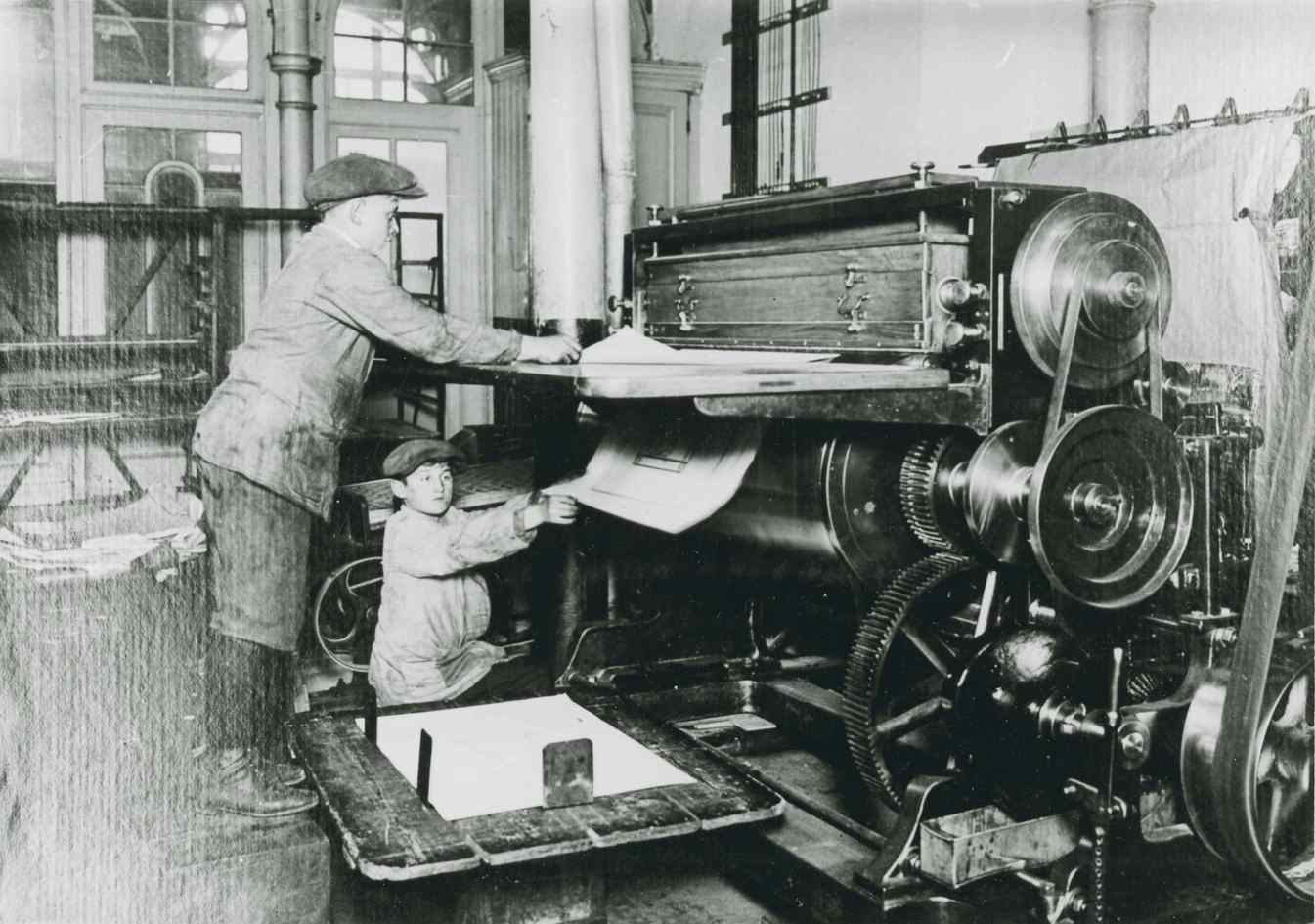
Kinderarbeid in drukkerij (ca. 1900)
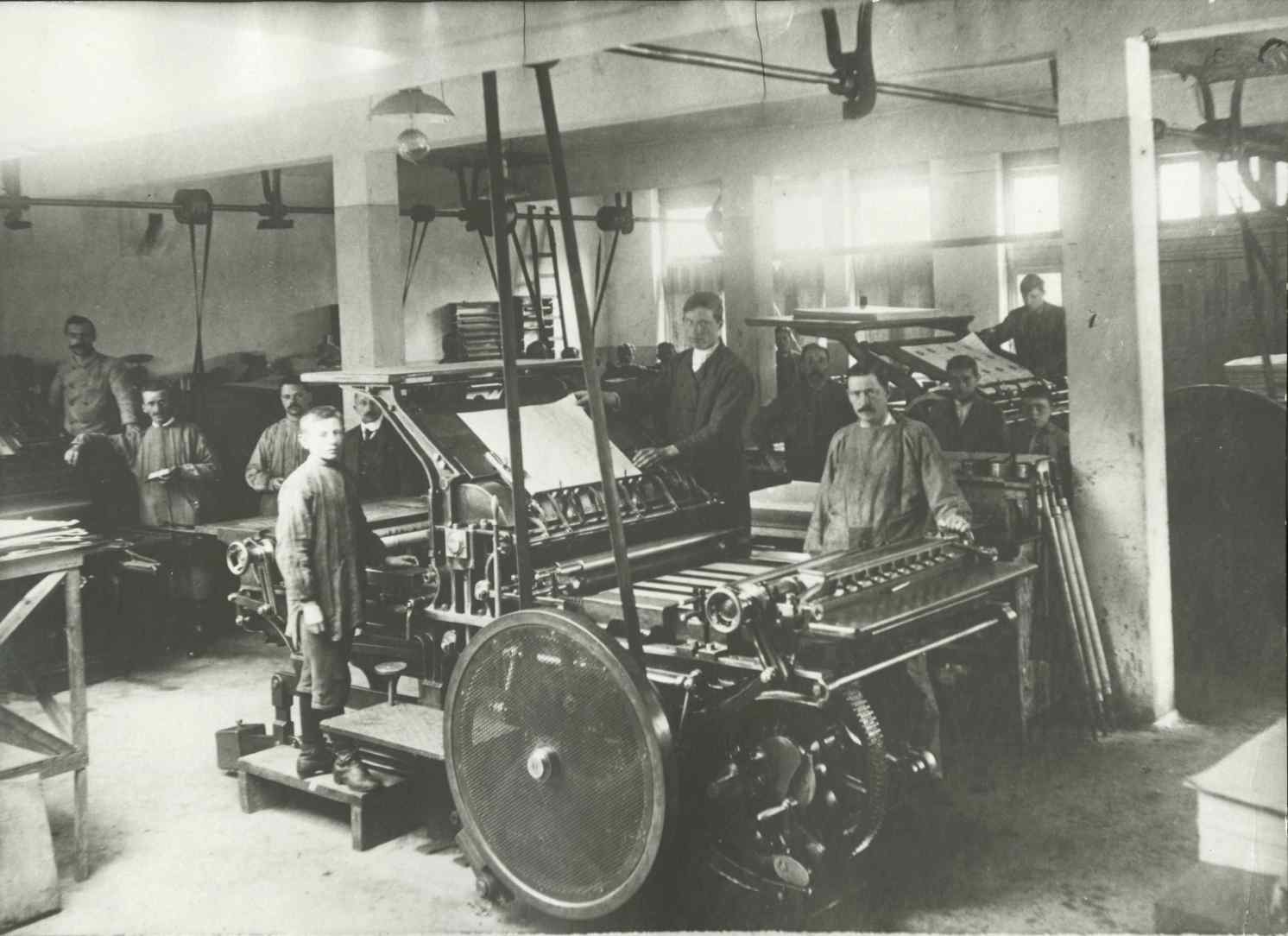
Kinderarbeid in drukkerij (ca. 1875-1899)